# Glassine I
Glassine I is het tweede muziekalbum van de Canadese muziekgroep Arc. De muziek is live opgenomen tijdens een jamsessie in de Ambient Ping te Toronto op 3 juli 2006.

## Musici
- Aidan Baker – gitaar, dwarsfluit , percussie
- Richard Baker – percussie, slagwerk
- Christopher Kukiel – elektronische percussie

## Composities
1. Glisten
2. Glace
3. Glascular
4. Glower